# Хулевич, Ежи
Ежи Хулевич (пол. Jerzy Hulewicz; 4 июля 1886, с. Косчанки (ныне гмина Стшалково Слупецкий повят, Великопольское воеводство Польша) — 1 июля 1941, Варшава) — польский писатель, график, художник — экспрессионист, теоретик искусства.

## Биография
После окончания гимназии во Львове поступил на филологический факультет Ягеллонского университета. Одновременно обучался в краковской академии изобразительных искусств. Ученик Яна Станиславского.
Для продолжения образования в 1907 году отправился в Париж, где через год дебютировал на Большом Весеннем Салоне. Это была первая в череде многих последующих выставок картин и гравюр молодого художника.
В 1907—1910 годах Е. Хулевич изучал искусство живописи в Париже и Швейцарии. В 1910 г. в связи со смертью отца вернулся на родину. В 1913 году — три месяца стажировался в Мюнхене.
В 1916 г. тесные дружеские отношения связали его с писателем Станиславом Пшибышевским, пропагандировавшим модернистский эстетизм и эротизм. Эта связь серьёзно повлияла на мировоззрение Е. Хулевича.
В том же 1916 году вместе со своими братьями Богданом и Витольдом основал в Познани издательский союз «Убежище» (пол. «Ostoja»). В октябре 1917 года по инициативе и при финансовой поддержке Ежи Хулевича, вышел первый номер двухнедельника «Родник» (пол. «Zdrój»). В 1917—1922 г. он был его главным редактором и художественным руководителем. Журнал не имел четкой литературной программы, но сам характер публиковавшихся материалов имел признаки зарождающегося нового течения — экспрессионизма.
Журнал «Родник» стал печатным органом, вокруг которого сконцентрировалась польская литературная группа «Бунт», объединявшая, в основном, молодых писателей и поэтов экспрессионизма. В 1918 году группа «Бунт», устроила выставку в Познани, одновременно опубликовав в качестве приложения к «Роднику» так называемую «Тетрадь Бунта» (пол. «Zeszyt Buntu»). В ней опубликовались: Владислав Скотарек, Август Замойский, Зенон Косидовский и др. С этого момента «Родник» стал все более последовательно придерживаться экспрессионистской программы. В особенности это касалось текстов Яна Стура и Зенона Косидовского.
В июне 1919 г., после распада группы «Бунт» на его страницах стали печататься известные впоследствии польские литераторы Казимеж Вежиньский, Юлиан Тувим, Ярослав Ивашкевич и другие. Из-за финансовых проблем в 1922 г. журнал был закрыт.
В 1921 году Е. Хулевич, вместе с братьями, был инициатором создания в Познани профсоюза польских писателей. В 1926 году он переехал в Варшаву. В этот период времени сотрудничал с рядом столичных журналов.
Участник Великопольского восстания (1918—1919). Добровольцем вступил в пехотный полк польских легионов.
После 9-ти лет жизни на Волыни, в 1935 году переехал и поселился в Варшаве.
Основал частную художественную школу, где был директором и преподавателем. Во время второй мировой войны действовал в подполье в организаций «Польша жива!». Продолжал заниматься живописью, прикладной и художественной графикой.
Умер во время оккупации от сердечного приступа, после известия об убийстве в гестапо его младшего брата Витольда Хулевича.

## Литературное творчество
Е. Хулевич — автор романов, драм и эссе:
- Dialogi estetyczne, 1910
- Драмы:
  - Kain,
  - Śluby ziemi,
  - Wiano,
  - Bolesław Śmiały, 1920
  - Joahim Achim и Aruna, 1922 (поставлены в Краковском театре в 1925 г.)
- философский комментарий к Евангелию от ИоаннаEgo Emi, 1921
- повесть «История Утана»
- статьи

## Избранные картины

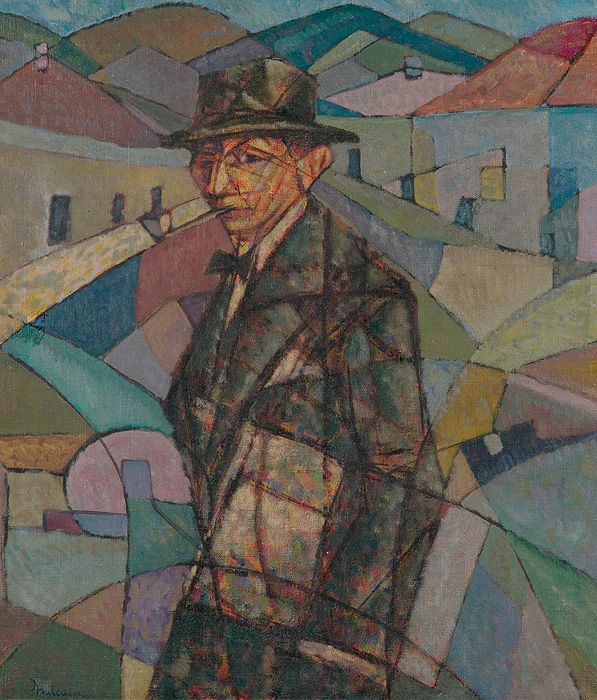
Портрет мужчины с трубкой. Около 1925 г.
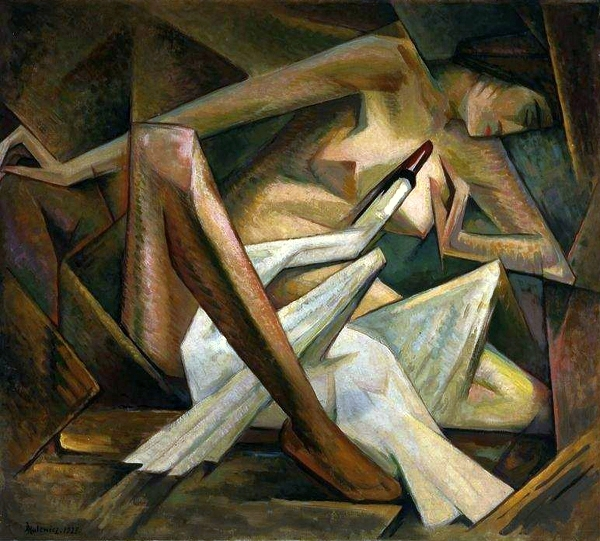
Леда и лебедь. 1928 г.
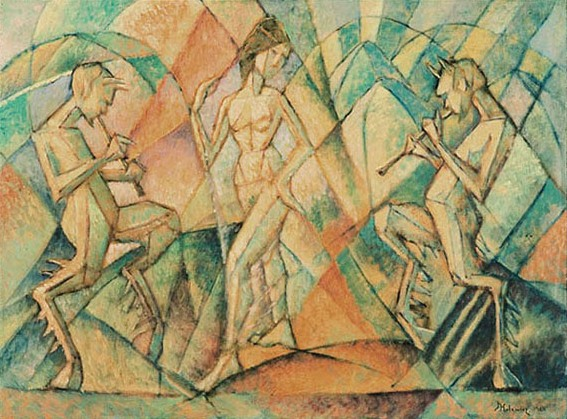
Танцовщица и играющие фавны. 1925 г.
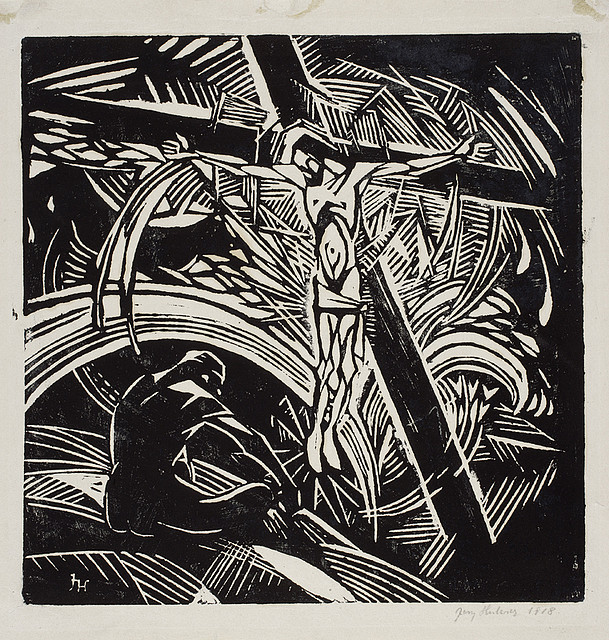
Крест. Линогравюра. 1918 г.